# Gare de Marchienne-Zone
Ne pas confondre avec la Gare de Marchienne-au-Pont, la Gare de Marchienne-Est ni avec la gare française de Marchiennes.
La gare de Marchienne-Zone est une gare ferroviaire belge de la ligne 130A, de Charleroi à Erquelinnes (frontière), située à Marchienne-au-Pont, section de la ville de Charleroi dans la province de Hainaut en Région wallonne.
Elle est mise en service en 1852 par la Compagnie du chemin de fer de Charleroi à la frontière de France avant d'être reprise par la Compagnie du Nord - Belge en 1854. C'est une halte ferroviaire de la Société nationale des chemins de fer belges (SNCB) desservie par des trains du réseau suburbain de Charleroi (trains S).

## Situation ferroviaire
Établie à 110 mètres d'altitude, la gare de Marchienne-Zone est située au point kilométrique (PK) 4,10 de la ligne 130A, de Charleroi à Erquelinnes (frontière), entre les gares ouvertes de Charleroi-Central et de Landelies.

## Histoire
La station de Marchienne-Zone est mise en service, le 6 novembre 1852, par la Compagnie du chemin de fer de Charleroi à la frontière de France, lorsqu'elle ouvre à l'exploitation sa ligne de Charleroi-Sud à Erquelinnes. Elle devient une gare de la Compagnie du Nord - Belge lorsqu'elle reprend l'exploitation de la ligne le 1er janvier 1854.

## Service des voyageurs

### Accueil
Halte SNCB, c'est un point d'arrêt non géré (PANG) à accès libre.
Un souterrain permet la traversée des voies et le passage d'un quai à l'autre.

### Desserte
Marchienne-Zone est desservie par des trains Suburbains (S) de la SNCB, qui effectuent des missions sur la ligne 130A Charleroi - Erquelinnes en tant que ligne S63 du RER de Charleroi (voir brochure SNCB de la ligne 130A).
Les trains S63, effectuant toutes les heures le parcours Maubeuge / Erquelinnes - Charleroi-Central sont renforcés par trois trains P ou S63 supplémentaires d’Erquelinnes à Charleroi-Central (deux le matin, un l’après-midi) et trois autres de Charleroi-Central à Erquelinnes (un le matin, deux l’après-midi).
Les week-ends et jours fériés, la desserte est uniquement constituée de trains S63 entre Maubeuge et Charleroi-Central circulant toutes les deux heures.

### Intermodalité
Le stationnement des véhicules est possible à proximité. Un arrêt de bus TEC est situé à environ 200 mètres sur la N579, il est desservi par les lignes 71, 72, 73, 74, 75 et 109A.

## Comptage voyageurs
Le graphique et le tableau montrent le nombre de passagers qui en moyenne embarquent durant la semaine, le samedi et le dimanche.
| Nombre de voyageurs qui embarquent à la gare de Marchienne-Zône | Nombre de voyageurs qui embarquent à la gare de Marchienne-Zône | Nombre de voyageurs qui embarquent à la gare de Marchienne-Zône | Nombre de voyageurs qui embarquent à la gare de Marchienne-Zône |
|                                                                 | Semaine                                                         | Samedi                                                          | Dimanche                                                        |
| --------------------------------------------------------------- | --------------------------------------------------------------- | --------------------------------------------------------------- | --------------------------------------------------------------- |
| 1977                                                            | 217                                                             | 65                                                              | 44                                                              |
| 1978                                                            | 196                                                             | 59                                                              | 25                                                              |
| 1979                                                            | 173                                                             | 89                                                              | 37                                                              |
| 1980                                                            | 185                                                             | 60                                                              | 32                                                              |
| 1981                                                            | 190                                                             | 51                                                              | 17                                                              |
| 1982                                                            | 136                                                             | 46                                                              | 21                                                              |
| 1983                                                            | 154                                                             | 46                                                              | 16                                                              |
| 1984                                                            | 127                                                             | 30                                                              | 12                                                              |
| 1985                                                            | 106                                                             | 23                                                              | 38                                                              |
| 1986                                                            | 80                                                              | 23                                                              | 21                                                              |
| 1987                                                            | 97                                                              | 23                                                              | 18                                                              |
| 1988                                                            | 83                                                              | 28                                                              | 20                                                              |
| 1989                                                            | 81                                                              | 18                                                              | 19                                                              |
| 1990                                                            | 73                                                              | 20                                                              | 10                                                              |
| 1991                                                            | 61                                                              | 25                                                              | 25                                                              |
| 1992                                                            | 77                                                              | 17                                                              | 16                                                              |
| 1993                                                            | 72                                                              | 23                                                              | 20                                                              |
| 1994                                                            | 72                                                              | 17                                                              | 11                                                              |
| 1995                                                            | 39                                                              | 10                                                              | 7                                                               |
| 1996                                                            | 51                                                              | 14                                                              | 8                                                               |
| 1997                                                            | 54                                                              | 13                                                              | 10                                                              |
| 1998                                                            | 39                                                              | 10                                                              | 14                                                              |
| 1999                                                            | 33                                                              | 9                                                               | 8                                                               |
| 2000                                                            | 64                                                              | 33                                                              | 10                                                              |
| 2001                                                            | 48                                                              | 11                                                              | 8                                                               |
| 2002                                                            | 39                                                              | 6                                                               | 8                                                               |
| 2003                                                            | 37                                                              | 2                                                               | 6                                                               |
| 2004                                                            | 42                                                              | 5                                                               | 6                                                               |
| 2005                                                            | 36                                                              | 12                                                              | 5                                                               |
| 2006                                                            | 36                                                              | 17                                                              | 10                                                              |
| 2007                                                            | 35                                                              | 8                                                               | 8                                                               |
| 2008                                                            | -                                                               | -                                                               | -                                                               |
| 2009                                                            | 31                                                              | 4                                                               | 4                                                               |
| 2010                                                            | -                                                               | -                                                               | -                                                               |
| 2011                                                            | -                                                               | -                                                               | -                                                               |
| 2012                                                            | 39                                                              | 5                                                               | 1                                                               |
| 2013                                                            | 28                                                              | 6                                                               | 4                                                               |
| 2014                                                            | 27                                                              | 6                                                               | 3                                                               |
| 2015                                                            | 29                                                              | 2                                                               | 10                                                              |
| 2016                                                            | 38                                                              | 14                                                              | 19                                                              |
| 2017                                                            | 20                                                              | 7                                                               | 5                                                               |
| 2018                                                            | 31                                                              | 8                                                               | 7                                                               |
| 2019                                                            | 19                                                              | 3                                                               | 9                                                               |
| 2020                                                            | 20                                                              | 9                                                               | 3                                                               |
| 2021                                                            | -                                                               | -                                                               | -                                                               |
| 2022                                                            | 18                                                              | 31                                                              | 28                                                              |
| 2023                                                            | 41                                                              | 6                                                               | 13                                                              |
| 2024                                                            | 29                                                              | 5                                                               | 4                                                               |